# Diaporthe dulcamarae
Diaporthe dulcamarae är en svampart som beskrevs av Nitschke 1870. Diaporthe dulcamarae ingår i släktet Diaporthe och familjen Diaporthaceae.  Arten är reproducerande i Sverige. Inga underarter finns listade i Catalogue of Life.